# Липки (Калининградская область)
Липки (до 1938 — Ленкиммен (нем. Lenkimmen), до 1947 — Уленхорст (нем. Uhlenhorst)) — посёлок в Озёрском городском округе Калининградской области. До 2014 года входил в состав Новостроевского сельского поселения.

## Население
| 1818 | 1863 | 1907 | 1925 | 1933 | 1939 | 2002 |
| ---- | ---- | ---- | ---- | ---- | ---- | ---- |
| 99   | ↗181 | ↗204 | ↗221 | ↘207 | →207 | ↘123 |
| 2010 |      |      |      |      |      |      |
| ↗125 |      |      |      |      |      |      |

## История
Численность населения Ленкиммена в 1818 году составляла 99 чел., в 1863 — 181 чел., в 1907 — 204 чел., в 1925 году — 221 чел., в 1939 — 207 человек. 3 июня 1938 года Ленкиммен был переименован в Уленхорст (по политически-идеологическим соображениям).
В 1946 году Уленхорст был переименован в посёлок Липки.